# Rio Gârdomanu
O Rio Gârdomanu é um rio da Romênia, afluente do Scurtu, localizado no distrito de Gorj.